# Fondy EHP a Norska
Prostřednictvím Fondů EHP a Norska přispívají státy Island, Lichtenštejnsko a Norsko ke snižování sociálních a ekonomických rozdílů mezi státy Evropského hospodářského prostoru a k posilování bilaterálních vztahů s 15 členskými státy EU střední a jižní Evropy. Fondy rovněž přispívají k posílení základních evropských hodnot, jako je demokracie, tolerance a právní stát.

## Historie[1][2]
Fondy EHP a Norska vznikly na základě Dohody o EHP. Podle této dohody jsou Island, Lichtenštejnsko a Norsko součástí jednotného evropského trhu (ESM), který umožňuje volný pohyb zboží, služeb, kapitálu a osob na vnitřním trhu. Dohoda o EHP stanoví společné cíle vzájemné spolupráce při snižování sociálních a hospodářských rozdílů v Evropě a posílení spolupráce mezi evropskými zeměmi.
Od okamžiku, kdy Dohoda o EHP vstoupila v platnost, přispívá Island, Lichtenštejnsko a Norsko k sociálnímu a hospodářskému rozvoji v několika zemích EU a EHP. Finanční prostředky byly poskytovány prostřednictvím finančního mechanismu (1994–1998), finančního nástroje (1999–2003) a Fondů EHP a Norska (2004–2009, 2009–2014, 2014–2021). Celkem poskytlo Norsko, Island a Lichtenštejnsko v letech 1994 až 2014 prostřednictvím po sobě jdoucích grantových plánů 3,3 miliardy EUR. V období 2014–2021 byly na granty vyčleněny další finanční prostředky, a to ve výši 2,8 miliardy EUR. Výše uvedené státy poskytující podporu přispívají do fondů v poměru ke své velikosti a výši HDP. V období 2014–2021 proto do Fondů EHP a Norska přispívá Norsko 97,7 %, Island 1,6 % a Lichtenštejnsko 0,7 % finančních prostředků.
Od roku 2004 existují dva samostatné mechanismy: Fondy EHP a Fondy Norska. Fondy EHP jsou financovány výše uvedenými třemi státy, které poskytují podporu: Island, Lichtenštejnsko a Norsko; zatímco Fondy Norska jsou financovány výhradně Norskem.

## Pro koho jsou fondy určeny
Kritéria pro získání podpory z Fondů EHP a Norska se shodují s kritérii stanovenými pro Fond soudržnosti EU určeného pro členské státy EU, jež mají hrubý národní důchod (HND) na obyvatele menší než 90 % průměru EU. Pro období 2014-2021 splňují tato kritéria následující státy: Bulharsko, Chorvatsko, Kypr, Česko, Estonsko, Řecko, Maďarsko, Lotyšsko, Litva, Malta, Polsko, Portugalsko, Rumunsko, Slovensko a Slovinsko. Země, které vstoupily do EU před rokem 2004, nemohou financování z Fondů Norska čerpat; Řecko a Portugalsko tedy čerpají pouze finanční prostředky z Fondů EHP.

## Jak to funguje
Nejprve EU s těmito třemi státy poskytujícími podporu uzavřou Memorandum o porozumění (MoU), v němž se dohodnou na celkové výši finanční podpory a přidělení finančních prostředků jednotlivým přijímajícím státům (dále také příjemci). Finanční prostředky se jednotlivým zemím přidělují podle počtu obyvatel a výše HDP na obyvatele, takže největším příjemcem je Polsko a dále Rumunsko. Nejnižší příspěvek získá Malta.
Poté Island, Lichtenštejnsko a Norsko jednají s jednotlivými přijímajícími státy a společně rozhodnou, jaké programy otevřou, stanoví jejich cíle a výši alokace pro jednotlivé programy. Vybrané programy vychází z potřeb daného přijímacího státu a jeho priorit a na rozsahu spolupráce se státy, jež podporu poskytují. Během jednání se státy obracejí na Evropskou komisi a konzultují s ní daný záměr tak, aby se předcházelo duplicitě a aby bylo zajištěno, že finanční prostředky budou vynaloženy účelně tam, kde lze dosáhnout největšího efektu. Programy v rámci Fondů EHP a Norska musí být v souladu s pravidly a normami EU týkajících se lidských práv, řádnou správou věcí veřejných, udržitelného rozvoje a rovnosti žen a mužů.
Finanční prostředky poskytované Evropskou unií a z Fondů EHP a Norska se navzájem doplňují, obvykle je na vnitrostátní úrovni spravuje ten samý řídicí orgán. Fondy EHP a Norska často financují projekty v oblastech, které obvykle EU ani veřejná správa daného státu nefinancuje.
Každé Národní kontaktní místo odpovídá za celkovou koordinaci programů ve svém přijímajícím státu. Zprostředkovatelé (ZP) vytváří programy a řídí je, často ve spolupráci s partnerem ze států poskytujících podporu, a udělují finanční prostředky na projekty. Projekty jsou většinou vybírány na základě otevřených výzev k předkládání návrhů vydaných zprostředkovali programů.

## Posílení bilaterální spolupráce
Jedním ze dvou hlavních cílů Fondů EHP a Norska je posílení spolupráce a vztahů mezi přijímajícími a dárcovskými zeměmi. Partnerství mezi subjekty z přijímajících zemí a jejich protějšky na Islandu, v Lichtenštejnsku a Norsku jsou stěžejní součástí podpory a skýtají jedinečnou možnost řešit společné evropské problémy.
Důraz je kladen na podporu partnerství mezi veřejnými a soukromými subjekty v přijímajících a dárcovských státech. Spolupráce mezi lidmi a institucemi na administrativní i politické úrovni, v soukromém sektoru, akademické obci i občanské společnosti je nezbytným předpokladem pro posílení bilaterálních vztahů.

## Fondy EHP a Norska 2014–2021
Na období 2014–2021 bylo v rámci Fondů EHP a Norska vyčleněno 2,8 miliardy EUR. Do Fondů EHP (1,55 miliardy EUR) společně přispívají Island (3 %), Lichtenštejnsko (1 %) a Norsko (96 %) a jsou určeny k čerpání finančních prostředků ve všech 15 zemích. Do Fondů Norska (1,25 miliardy EUR) přispívá výhradně Norsko a jsou určeny pro 13 států, které přistoupily k EU po roce 2003. Výše příspěvku každého státu poskytujícího podporu závisí na jeho hrubém domácím produktu (HDP).

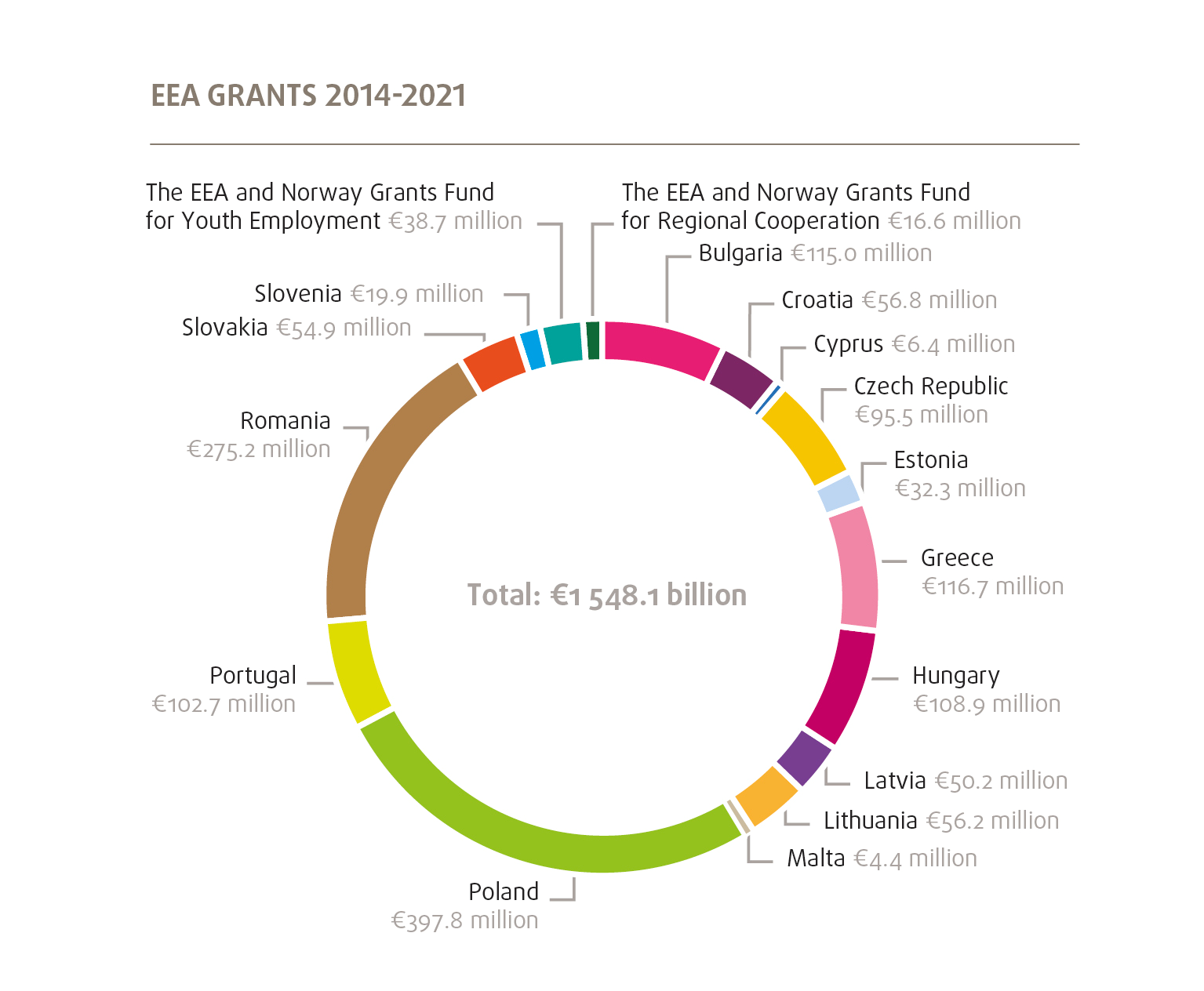
Celková výše přidělovaných finančních

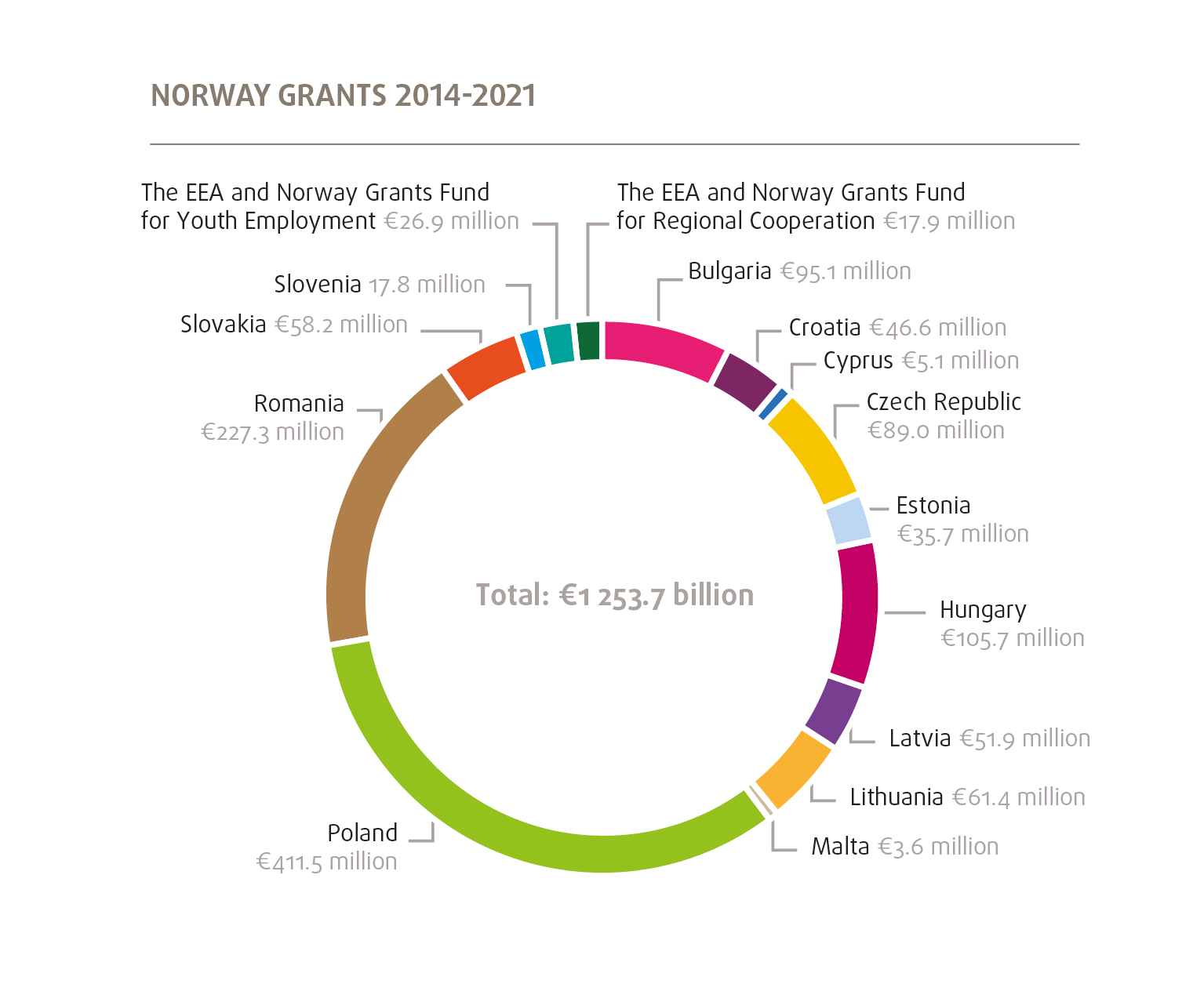
Celková výše přidělovaných finančních

### Oblasti podpory
Pět prioritních sektorů (PS) a 23 souvisejících programových oblastí (PO) financovaných v období 2014–2021 vychází z priorit stanovených v rámci „Strategie Evropa 2020“ - strategie růstu Evropské unie pro inteligentní, udržitelný růst podporující začlenění na období 10 let - a z 11 cílů politiky soudržnosti EU. Jejich smyslem je přispět k růstu a zaměstnanosti, hledat řešení změny klimatu a energetické závislosti a zároveň snížit chudobu a sociální vyloučení. Podporují také bilaterální a mezinárodní spolupráci.

#### PS 1: Inovace, výzkum, vzdělávání a konkurenceschopnost
1. Rozvoj podnikání, inovace a malé a střední podniky
2. Výzkum
3. Vzdělávání, stipendia, učňovská příprava a podnikání mladých lidí
4. Rovnováha mezi pracovním a soukromým životem
5. Sociální dialog – důstojná práce

#### PS 2: Sociální začleňování, zaměstnanost mládeže a snižování chudoby
6. Evropské problémy v oblasti veřejného zdraví
7. Začleňování Romů a posilování jejich postavení
8. Ohrožené děti a mládež
9. Účast mladých lidí na trhu práce
10. Místní rozvoj a snižování chudoby

#### PS 3: Životní prostředí, energetika, změna klimatu a nízkouhlíkové hospodářství
11. Životní prostředí a ekosystémy
12. Obnovitelné zdroje energie, energetická účinnost, energetická bezpečnost
13. Přizpůsobení se změně klimatu a její zmírňování Archivováno 6. 5. 2020 na Wayback Machine.

#### PS 4: Kultura, občanská společnost, řádná správa věcí veřejných a základní práva a svobody
14. Podnikání v oblasti kultury, kulturní dědictví a spolupráce v oblasti kultury
15. Občanská společnost
16. Řádná správa věcí veřejných, odpovědné instituce, transparentnost
17. Lidská práva - uplatňování v jednotlivých zemích

#### PS 5: Spravedlnost a vnitřní věci
18. Azyl a migrace
19. Nápravná zařízení a vazba
20. Mezinárodní policejní spolupráce a boj proti trestné činnosti
21. Účinnost a účelnost soudního systému, posílení právního státu
22. Domácí a genderové násilí
23. Prevence katastrof a připravenost na ně
Novinkou v rámci Fondů EHP a Norska na období 2014–2021 je založení Fondu pro zaměstnanost mladých (65,5 milionu EUR) a Fondu pro regionální spolupráci (34,5 milionu EUR). Tyto fondy podporují evropské přeshraniční a nadnárodní projektové iniciativy s cílem nalézt řešení některých společných evropských problémů.
Všechny programy v rámci Fondů EHP a Norska 2014–2021 běží do 30. dubna 2024.

### Spolupráce a externí partneři
Strategickou roli při plánování a realizaci programu hrají tzv. Partneři na úrovni programu ze státu poskytujícího podporu (DPP), kteří zároveň pomáhají navázat projektová partnerství. Během období 2014–2021 se do programů zapojí celkem 21 partnerů DPP[nedostupný zdroj] (dva z Islandu, jeden z Lichtenštejnska a 18 z Norska).
Partneři na úrovni programu ze státu poskytujícího podporu jsou většinou veřejné instituce, které se zabývají příslušnou agendou na státní úrovni a které mají rozsáhlé mezinárodní zkušenosti. Partneři DPP se vybírají na podnět států poskytujících podporu.
Ve Fondech EHP a Norska hrají významnou roli mezivládní organizace a subjekty, které dohlíží na dodržování mezinárodních úmluv a smluv v celé Evropě. Tyto organizace poskytují pomoc v oblastech souvisejících s lidskými právy, demokracií a právním státem. Aby bylo zajištěno, že programy a projekty v rámci Fondů EHP a Norska budou v souladu s evropskými a mezinárodními normami, uzavřely státy poskytující podporu strategické partnerství s třemi evropskými partnery, kteří budou v období 2014–2021 působit jako mezinárodní partnerské organizace (IPO):
- V oblasti programů a projektů týkajících se začleňování Romů a základních práv je to Agentura Evropské unie pro základní práva (FRA). Fondy s touto agenturou spolupracují také na setkáních na vysoké úrovni, která se zaměřují na otázky souvisejících se základními právy.
- Externím partnerem fondů, který má nejširší záběr a podílí se na několika programech, je Rada Evropy (RE). Tato organizace poskytuje strategické poradenství a technickou podporu v oblasti lidských práv, demokracie a právního státu.
- Strategickým partnerem fondů v oblasti řádné správy věcí veřejných je Organizace pro hospodářskou spolupráci a rozvoj (OECD), která se v této oblasti podílí na několika programech a projektech.

## Fondy EHP a Norské 2009-2014[3]
Na období 2009–2014 bylo v rámci fondů vyčleněno 1,8 miliardy EUR. Finanční podporu z Fondů EHP (993,5 milionu EUR), společně financovaných Islandem (3 %), Lichtenštejnskem (1 %) a Norskem (96 %), mohlo čerpat 16 zemích. Z Fondů Norska (804,6 milionu EUR), financovaných výhradně Norskem, mohlo finanční prostředky čerpat 13 států, které vstoupily do EU po roce 2003. Přechodně bylo v období 2009-2014 umožněno čerpat finance i Španělsku. Poté, co v roce 2013 přistoupilo Chorvatsko k EU, stalo se v roce 2014 členem EHP, a získalo tak také nárok z obou fondů čerpat.

Tabulka 1. Fondy EHP a Norska v období 2009–2014
| Státy       | Fondy EHP     | Fondy Norska  | Celkem přiděleno | % vyčerpáno* |
| Bulharsko   | 78 600 000 €  | 48 000 000 €  | 126 600 000 €    | 79,49 %      |
| Chorvatsko  | 5 000 000 €   | 4 600 000 €   | 9 600 000 €      | 63,33 %      |
| Kypr        | 3 850 000 €   | 4 000 000 €   | 7 850 000 €      | 96.38 %      |
| Česko       | 61 400 000 €  | 70 400 000 €  | 131 800 000 €    | 84,13 %      |
| Estonsko    | 23 000 000 €  | 25 600 000 €  | 48 600 000 €     | 97,12 %      |
| Řecko       | 63 400 000 €  | 0 €           | 63 400 000 €     | 86,28 %      |
| Maďarsko    | 70 100 000 €  | 83 200 000 €  | 153 300 000 €    | 57,76 %      |
| Lotyšsko    | 34 550 000 €  | 38 400 000 €  | 72 950 000 €     | 87,66 %      |
| Litva       | 38 400 000 €  | 45 600 000 €  | 84 000 000 €     | 95,26 %      |
| Malta       | 2 900 000 €   | 1 600 000 €   | 4 500 000 €      | 98,76 %      |
| Polsko      | 266 900 000 € | 311 200 000 € | 578 100 000 €    | 91,69 %      |
| Portugalsko | 57 950 000 €  | 0 €           | 57 950 000 €     | 90,51 %      |
| Rumunsko    | 190 750 000 € | 115 200 000 € | 305 950 000 €    | 82,21 %      |
| Slovensko   | 38 350 000 €  | 42 400 000 €  | 80 750 000 €     | 79,80 %      |
| Slovinsko   | 12 500 000 €  | 14 400 000 €  | 26 900 000 €     | 91,37 %      |
| Španělsko   | 45 850 000 €  | 0 €           | 45 850 000 €     | 89,46 %      |
| Celkem      | 993 500 000 € | 804 600 000 € | 1 798 100 000 €  | 85,11 %      |

*% vyčerpáno z celkové částky způsobilých výdajů. Data jsou platná k 5. září 2019 a mohou podléhat změnám.
Zdroj: Přezkum Fondů EHP a Norska 2009–2014 na konci období, rychlé posouzení: závěrečná zpráva, březen 2019.

### Oblasti podpory
V období 2009–2014 byla podpora z Fondů EHP a Norska poskytována v rámci devíti prioritních sektorů a 32 programových oblastí (PAs), jak je uvedeno v tabulce č. 2. Přidělené finanční prostředky na jednotlivé prioritní sektory najdete v následující grafice.

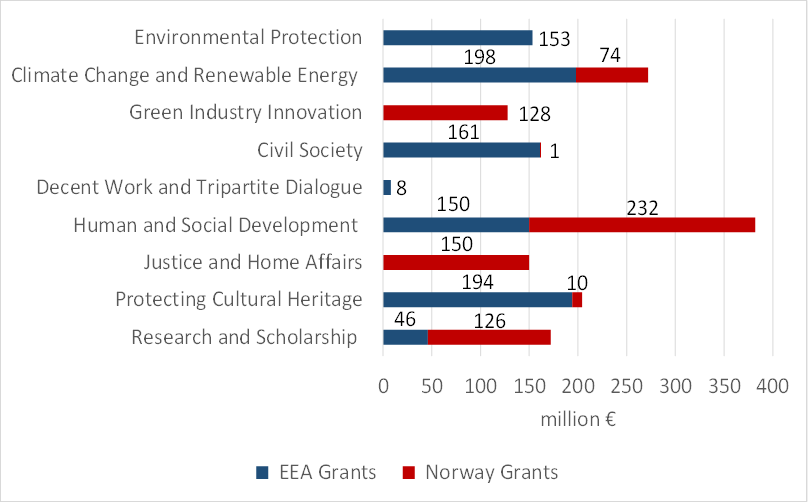
Obrázek 3. Finanční prostředky přidělené na jednotlivé

Tabulka 2. Prioritní sektory (PS) a programové oblasti (PA) v rámci Fondů EHP a Norska 2009–2014
| Fondy EHP | Fondy Norska |
| Ochrana a správa životního prostředí Ucelená správa moří a vnitrozemských vod Biodiverzita a ekosystémové služby Monitorování životního prostředí a ucelené plánování a kontrola Omezování nebezpečných látek | Zachycování a ukládání uhlíku (CCS) Zachycování a ukládání uhlíku |
| Změna klimatu a obnovitelná energie Energetická účinnost Obnovitelná energie Přizpůsobení se změně klimatu Námořní sektor Výzkum a technologie v oblasti životního prostředí a změny klimatu | Ekologické inovace v průmyslu |
| Občanská společnost Financování nevládních organizací | Důstojná práce a tripartitní dialog Globální fond pro důstojnou práci a tripartitní dialog |
| Občanská společnost Financování nevládních organizací | Spravedlnost a vnitřní věci Domácí a genderově podmíněn násilí Schengenská spolupráce a boj proti přeshraničnímu a organizovanému zločinu, včetně nezákonného obchodování a kočovných zločineckých skupin Zvyšování kapacity a spolupráce v oblasti soudnictví Nápravné služby, včetně alternativních trestů Spravedlnost a vnitřní věci |
| Lidský a sociální rozvoj Ohrožené děti a mládež Místní a regionální iniciativy ke snižování rozdílů mezi zeměmi a pro podporu sociálního začleňování Iniciativy v oblasti veřejného zdraví Zohledňování genderové rovnosti a podpora rovnováhy mezi pracovním a soukromým životem Institucionální rámec v azylovém a migračním sektoru | Lidský a sociální rozvoj Budování kapacit a institucionální spolupráce mezi přijímajícím státem a norskými veřejnými institucemi, místními a regionálními orgány Přeshraniční spolupráce Iniciativy v oblasti veřejného zdraví Zohledňování genderové rovnosti a podpora rovnováhy mezi pracovním a soukromým životem                    |
| Ochrana kulturního dědictví Ochrana a revitalizace kulturního a přírodního dědictví Podpora rozmanitosti v kultuře a umění v rámci evropského kulturního dědictví | Lidský a sociální rozvoj Budování kapacit a institucionální spolupráce mezi přijímajícím státem a norskými veřejnými institucemi, místními a regionálními orgány Přeshraniční spolupráce Iniciativy v oblasti veřejného zdraví Zohledňování genderové rovnosti a podpora rovnováhy mezi pracovním a soukromým životem                    |
| Výzkum a vzdělanost Výzkum v rámci prioritních sektorů Stipendia | Výzkum a vzdělanost Bilaterální spolupráce v oblasti výzkumu Bilaterální stipendijní program |

Zdroj: Blue Book 2009-2014

### Spolupráce
Díky spolupráci v rámci dvoustranných programů a projektů se otvírá prostor pro vzájemné sdílení znalostí, zkušeností a dobré praxe a vytváření společných plánů. V období 2009–2014 se do programů/projektů zapojilo 23 Partnerů na úrovni programu ze státu poskytujícího podporu Archivováno 3. 2. 2020 na Wayback Machine. (DPPs) (20 z Norska, dva z Islandu a jeden z Lichtenštejnska). Kromě toho se mezi Partnery na úrovni programu ze státu poskytujícího podporu v několika programech započítávala i Rada Evropy.
Partnera na úrovni projektu ze státu poskytujícího podporu mělo více než 30 % projektů z celkových 7 000, které byly podpořeny v rámci tohoto finančního období. Celkem se jednalo o téměř 1 000 partnerů ze států poskytujících podporu (185 z Islandu, 11 z Lichtenštejnska a 780 z Norska).

### Výsledky
Zprávu o výsledcích podpory z fondů v 16 státech EU podává Přezkum Fondů EHP a Norska 2009-2014 po uplynutí období. V daném období 2009–2014 byla provedena tato nezávislá hodnocení a přezkumy:
- Rychlé vyhodnocení výzkumných programů
- Rychlé vyhodnocení zvýšení inkluze Romů
- Rychlé vyhodnocení genderových programů
- Přezkum podpory pro účely posílení bilaterálních vztahů provedený v polovině období
- Vyhodnocení důstojné práce a tripartitního dialogu - závěrečná zpráva
- Přezkum sektoru kulturního dědictví provedený v polovině období - hlavní zpráva
- Přezkum programů nevládních organizací provedený v polovině období - hlavní zpráva
- Fondy EHP a Norska 2009–2014: Přezkum řízení rizik

Více informací o programech a projektech financovaných v období 2009–2014 lze najít na Portálu výsledků a dat Fondů EHP a Norska.

## Fondy EHP a Norska 2004–2009[2]
V rámci rozšíření EU v roce 2004 vstoupilo nejen do EU, ale také do Evropského hospodářského prostoru (EHP) deset nových členských států – Kypr, Česko, Estonsko, Maďarsko, Lotyšsko, Litva, Malta, Polsko, Slovensko a Slovinsko.
Spolu s rozšířením bylo zapotřebí výrazně zvýšit příspěvky na evropskou politiku soudržnosti. Většina nových členských států byla výrazně pod průměrem sociálního a hospodářského rozvoje EU.
V období 2004–2009 poskytly Fondy EHP a Norska finanční prostředky ve výši 1,3 miliardy EUR. Fondy EHP (672 milionů EUR) podpořily 15 států ve střední a jižní Evropě. Fondy Norska poskytly dalších 567 milionů EUR deseti zemím, které vstoupily do EU v roce 2004.

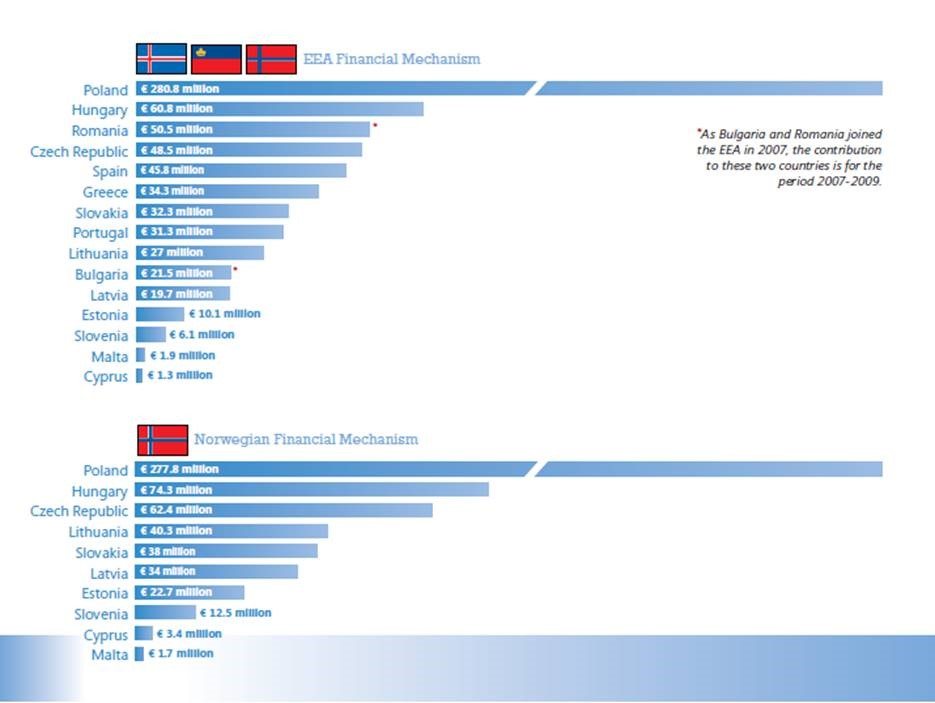

Kromě těchto dvou mechanismů poskytlo Norsko podporu ve výši 68 milionů EUR také Rumunsku a Bulharsku, a to v rámci norských programů bilaterální spolupráce poté, co tyto dva státy vstoupily do EU v roce 2007.
Norsko, jakožto největší poskytovatel podpory, se na celkovém výši grantů podílelo v letech 2004-2009 téměř z 97 %.

### Oblasti podpory
Od roku 2004 do roku 2009 získalo finanční podporu prostřednictvím Finančních mechanismů EHP a Norska celkem 1 250 projektů. Finanční podporu získaly tyto projekty v rámci následujících oblastí:
- Životní prostředí a udržitelný rozvoj Zprávu o výsledcích podpory z fondů v 16 státech EU podává
- Zachování evropského kulturního dědictví Zprávu o výsledcích podpory z fondů v 16 státech EU podává
- Občanská společnost Zprávu o výsledcích podpory z fondů v 16 státech EU podává
- Schengenský prostor a soudnictví Zprávu o výsledcích podpory z fondů v 16 státech EU podává
- Zdraví a péče o dětiZprávu o výsledcích podpory z fondů v 16 státech EU podává
- Budování institucionálních kapacit a rozvoj lidských zdrojůZprávu o výsledcích podpory z fondů v 16 státech EU podává
- Akademický výzkum a badatelská činnostZprávu o výsledcích podpory z fondů v 16 státech EU podává
- Regionální a přeshraniční spolupráceZprávu o výsledcích podpory z fondů v 16 státech EU podává
- Budování institucionálních kapacit Zprávu o výsledcích podpory z fondů v 16 státech EU podává

### Spolupráce
Více než každý pátý projekt byl realizován v partnerství subjektů přijímajícího státu a Islandu, Lichtenštejnska nebo Norska.

### Výsledky
Přezkum Fondů EHP an Norska 2004-2009provedený po uplynutí období hodnotil výsledky takto: „Fondy EHP a Norska 2004–2009 přispěly ke snížení rozdílů v Evropě […] a přinesly pro daný region značné benefity“ (Závěrečná zpráva, Nordic Consulting Group, leden 2012).
Pro období financování 2004–2009 byla provedena následující nezávislá hodnocení a přezkumy:
- Fondy EHP a Norska 2004-2009: Přezkum norských projektů partnerství
- Fondy EHP a Norska 2004-2009: Hodnocení fondů nevládních organizací
- Fondy EHP a Norska 2004-2009: Přehled financování úspor energie a výroby obnovitelné energie v Polsku
- EHP a Norska 2004-2009: Hodnocení provedené v polovině období
- EHP a Norska 2004-2009: Přezkum financování biologické rozmanitosti
- EHP a Norska 2004–2009: hodnocení podpory schengenského acquis a posílení soudnictví
- EHP a Norska 2004-2009: Přezkum podpory kulturního dědictví v České republice
- EHP a Norska 2004-2009: Hodnocení financování zdravotnictví a péče o děti v Rumunsku
- EHP a Norska 2004-2009: Hodnocení financování zdravotnictví a péče o děti v Litvě
- EHP a Norska 2004-2009: Hodnocení financování zdravotnictví a péče o děti v Maďarsku
- EHP a Norska 2004-2009: Hodnocení financování zdravotnictví a péče o děti v České republice
- EHP a Norska 2004-2009: Hodnocení financování zdravotnictví a péče o děti
- EHP a Norska 2004-2009: Přezkum regionálního rozvoje a přeshraniční spolupráce
- EHP a Norska 2004-2009: Hodnocení financování odvětví kulturního dědictví
- EHP a Norska 2004-2009: Přezkum provedený p uplynutí období
- EHP a Norska 2004-2009: Hodnocení financování pro akademický výzkum

## Finanční nástroj 1999–2003[2]
V období 1999–2003 získalo od států ESVO/EHP (Island, Lichtenštejnsko a Norsko) finanční podporu ve výši 119,6 milionu EUR tyto státy: Řecko, Irsko, Severní Irsko, Portugalsko a Španělsko. Byly podpořeny projekty v oblasti ochrany životního prostředí, obnovy měst, znečištění městských oblastí, ochrany kulturního dědictví, dopravy, vzdělávání a odborné přípravy a akademického výzkumu. Asi 93 % všech vyčleněných finančních prostředků bylo vynaloženo na projekty související s ochranou životního prostředí.
Stáhněte si Závěrečnou zprávu o Finančním nástroji 1999-2003.

## Finanční mechanismus 1994–1998[2]
Finanční mechanismus 1994–1998 byl určen pro Řecko, Irsko, Severní Irsko, Portugalsko a Španělsko. Byly podpořeny projekty v oblasti ochrany životního prostředí, vzdělávání a odborné přípravy a dopravy. Kromě podpory projektů ve výši 500 milionů EUR byly poskytnuty slevy na úrocích z úvěrů ve výši 1,5 miliardy EUR u Evropské investiční banky (EIB).
Finsko, Švédsko a Rakousko, které byly do roku 1994 členy EFTA (také zkr. ESVO), tuto organizaci opustily a připojily se k EU. Povinnost těchto tří zemí přispívat na Finanční mechanismus 1994–1998 převzala Evropská komise.
Stáhněte si Závěrečnou zprávu Finančního mechanismu 1994-1998.